# Europäische Agentur für die Sicherheit des Seeverkehrs
Die Europäische Agentur für die Sicherheit des Seeverkehrs (EMSA; englisch European Maritime Safety Agency) wurde als Reaktion auf die Havarie des Öltankers „Erika“ eingerichtet und leistet einen Beitrag zur Verbesserung der Seeverkehrssicherheit in den Gewässern der Union. Damit soll das Risiko von Unfällen auf See, der Verschmutzung der Meere durch Schiffe und des Verlustes von Menschenleben auf See verringert werden. Die EMSA hat ihren Sitz seit 2006 in Lissabon, nahm ihre Arbeit jedoch 2002 in Brüssel auf.

## Rechtsgrundlage
Rechtsgrundlage ist die Verordnung Nr. 1406/2002 des Europäischen Parlaments und des Rates.

## Aufgaben
Aufgabe der EMSA ist es, die Europäische Kommission in technischen und wissenschaftlichen Fragen der Seeverkehrssicherheit und im Bereich der Verhütung der Meeresverschmutzung durch Schiffe zu beraten. Des Weiteren unterstützt sie die Kommission bei der fortlaufenden Erarbeitung und Aktualisierung von Rechtsakten, bei der Überwachung ihrer Umsetzung und bei der Evaluierung der Wirksamkeit bestehender Maßnahmen. Hierzu führen Vertreter der Agentur Inspektionen in den Mitgliedstaaten durch.
Ferner zählt zu ihrem Aufgabenbereich die aktive Unterstützung bei der Anwendung des Gemeinschaftssystems der Hafenstaatenkontrolle und der Kontrolle der auf europäischer Ebene anerkannten Klassifikationsgesellschaften. Die unterstützende Tätigkeit kommt der EMSA auch bei der Erarbeitung eines gemeinsamen Vorgehens bei der Untersuchung von Seeunfällen sowie bei der Einrichtung eines Europäischen Informationssystems für den Schiffsverkehr zu.
Die EMSA ist Ansprechpartner für Anfragen der Mitgliedstaaten, die im Zusammenhang mit der konkreten Anwendung der Gemeinschaftsvorschriften, wie zum Beispiel der Überwachung des Schiffsverkehrs, der Hafenstaatenkontrolle und der Zuständigkeit der Flaggenstaaten stehen. Auf diese Weise fördert sie die Zusammenarbeit zwischen den Mitgliedstaaten und die Verbreitung bewährter Verfahren in der Gemeinschaft. Insofern spielt sie auch eine wichtige Rolle im Erweiterungsprozess der EU, da sie den Bewerberländern hilft, den gemeinschaftlichen Besitzstand in den Bereichen Seeverkehrssicherheit und Verhütung der Verschmutzung durch Schiffe zu übernehmen und anzuwenden.
Schließlich unterstützt die EMSA die Kommission und Mitgliedstaaten bei der Beurteilung der Wirksamkeit dieser Vorschriften, indem sie ihnen objektive, zuverlässige und vergleichbare Daten zur Seeverkehrssicherheit und zur Meeresverschmutzung durch Schiffe zur Verfügung stellt.